# Herbert J. Yates
Herbert John Yates, conhecido como Herbert J. Yates, (Nova Iorque, Nova Iorque, 24 de agosto de 1880 - Sherman Oaks, Califórnia, 3 de fevereiro de 1966) foi um executivo norte-americano da indústria cinematográfica, fundador e presidente do estúdio Republic Pictures do início até seu fechamento em 1959.

## Vida profissional
Após estudar na Universidade de Columbia, trabalhou em empresas de cigarro até o início da Primeira Guerra Mundial. Em 1910 chegou a financiar produções de Fatty Arbuckle e, em 1912, criou um laboratório de processamento de filmes que, por meio de fusões e aquisições, resultou na Consolidated Film Laboratories. A Consolidated trabalhava junto a diversos pequenos estúdios produtores de Hollywood.
Em 1935, Yates fundiu a Consolidated com cinco desses estúdios, entre eles a Mascot e a Monogram, e criou a Republic Pictures. Pelos próximos anos, Yates dirigiu o estúdio com mão de ferro, e entregou ao público toda sorte de filmes B, principalmente faroestes, seriados, musicais e dramas.
A partir de meados da década de 1940, Yates procurou atrair diretores de prestígio para o estúdio, o que resultou em produções importantes como Macbeth, Sands of Iwo Jima, Rio Grande e The Quiet Man, porém a popularização da televisão levou à decadência da Republic. Em 1 de julho de 1959, Yates vendeu o estúdio para um banqueiro da Califórnia e retirou-se dos negócios.
Yates foi também produtor; porém, ainda que participasse ativamente dos lançamentos do estúdio, seu nome apareceu poucas vezes nas telas nessa função.

## Vida pessoal
Durante a Segunda Guerra, Yates conheceu em Chicago a patinadora tcheca Vera Ralston e levou-a para Hollywood, com a intenção de fazer dela uma estrela (no que falhou). Eles se casaram em 1952 e, apesar dos mais de quarenta anos de idade que os separavam, ficaram juntos até sua morte em 1966, aos oitenta e cinco anos. Ele estava em casa, em Sherman Oaks, Califórnia, e faleceu de causas naturais. Não deixou filhos.